# 오미네산

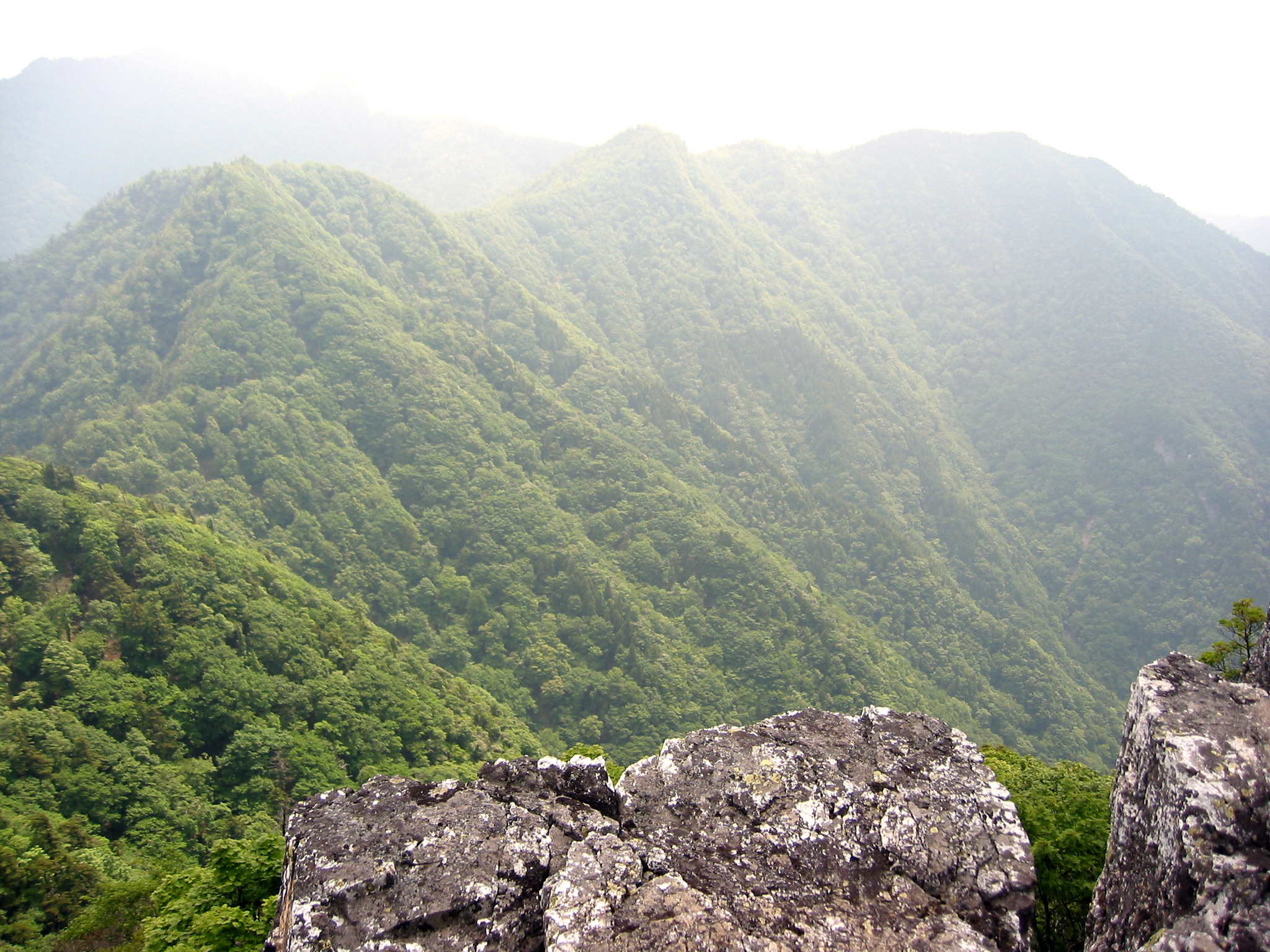
오미네 산

오미네산(大峰山)은 일본 나라현에 있는 산이며, 높이는 1천915m이다. 주변의 산들과 묶어 산조가다케 산(山上ヶ岳)으로 불리기도 하며, 요시노-구마노 국립공원 내에 위치해 있다.
슈겐도(修験道)의 본산 중 하나이다.